# فرد ترومان
فرد ترومان (بالإنجليزية: Fred Trueman)‏ هو لاعب كرة قدم ولاعب كريكت بريطاني في مركز الهجوم، ولد في 6 فبراير 1931، وتوفي في 1 يوليو 2006 في Steeton with Eastburn ‏ في المملكة المتحدة بسبب سرطان الرئة. لعب مع نادي لينكولن سيتي.

## وصلات خارجية
- فرد ترومان على موقع إي آس بي آن كريك إنفو (الإنجليزية)
- فرد ترومان على موقع IMDb (الإنجليزية)
- فرد ترومان على موقع ديسكوغز (الإنجليزية)
- فرد ترومان على موقع قاعدة بيانات الفيلم (الإنجليزية)